# Segregație rasială

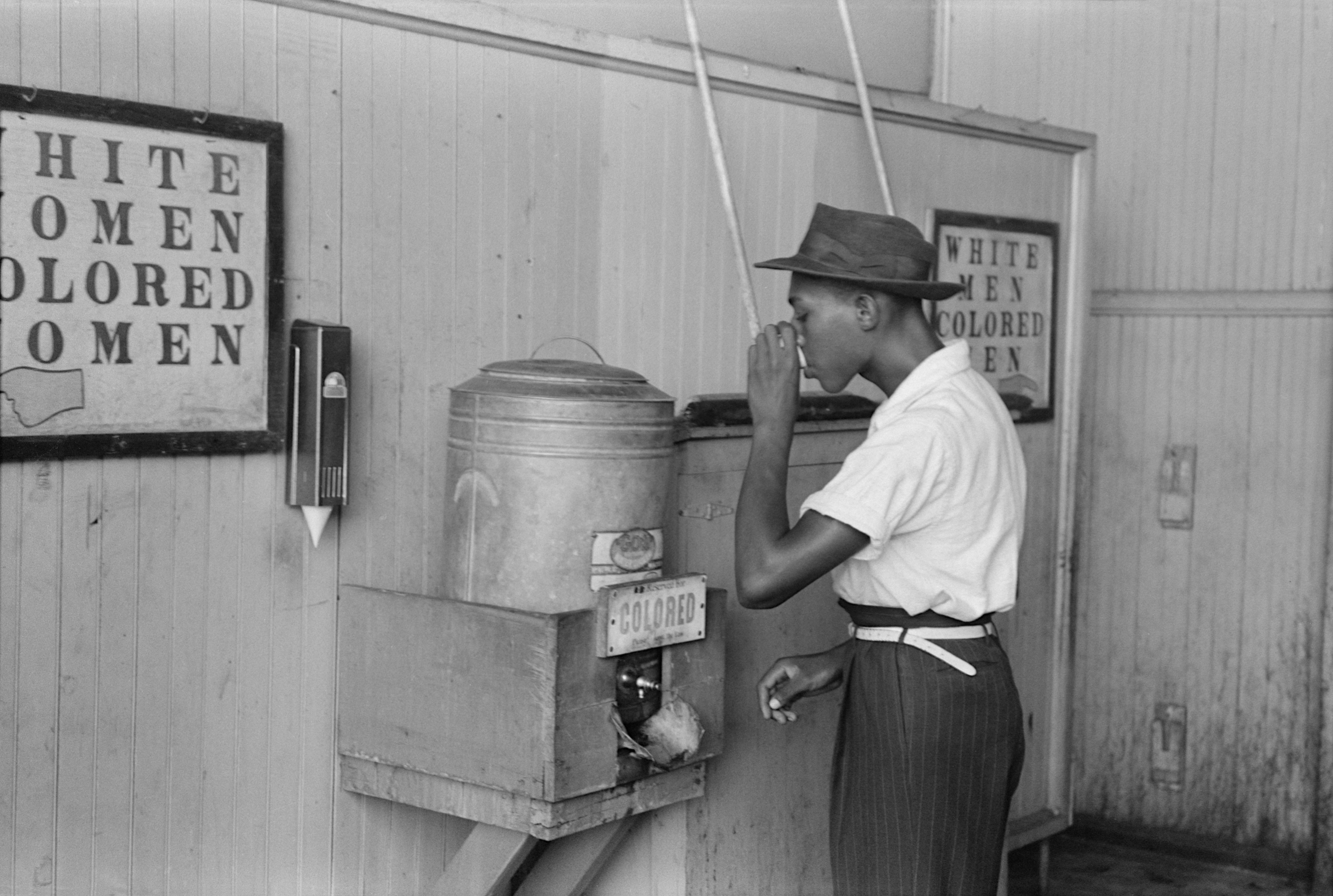
Bărbat afro-american care bea dintr-un răcitor de apă „pentru Colored” în terminalul de tramvai din Oklahoma City, iulie 1939

Segregația rasială este separarea oamenilor în grupuri rasiale sau în alte grupuri etnice în viața de zi cu zi. Segregația poate implica separarea spațială a raselor și utilizarea obligatorie a diferitelor instituții, cum ar fi școli și spitale, de către oameni de diferite rase sau etnii. Mai exact, poate fi aplicat activităților precum mâncatul în restaurante, băutul apei din fântâni, folosirea toaletelor publice, frecventarea școlilor, mersul la filme, mersul cu autobuzele, închirierea sau cumpărarea de locuințe sau închirierea camerelor de hotel. În plus, segregarea permite adesea contactul strâns între membrii diferitelor grupuri rasiale sau etnice în situații ierarhice, cum ar fi permiterea unei persoane dintr-o rasă să lucreze ca slujitor pentru un membru al altei rase. Segregarea rasială a fost în general interzisă în întreaga lume.
Segregarea este definită de Comisia Europeană împotriva Rasismului și Intoleranței ca fiind „actul prin care o persoană (fizică sau juridică) separă alte persoane pe baza unuia dintre motivele enumerate fără o justificare obiectivă și rezonabilă, în conformitate cu definiția propusă a discriminării. Ca urmare, actul voluntar de a se separa de alte persoane pe baza unuia dintre motivele enumerate nu constituie segregare”. Potrivit Forumului ONU pentru problemele minorităților, „Crearea și dezvoltarea unor clase și școli care oferă educație în limbile minorităților nu ar trebui să fie considerată o segregare nepermisă dacă repartizarea către astfel de clase și școli este de natură voluntară”. Segregarea rasială poate echivala cu crima de apartheid și o crimă împotriva umanității conform Declarației Statutului de la Roma din 2002 a Curții Penale Internaționale.